# Kózki (województwo świętokrzyskie)
Kózki – wieś sołecka w Polsce położona w województwie świętokrzyskim, w powiecie kazimierskim, w gminie Skalbmierz.
W latach 1975–1998 miejscowość administracyjnie należała do województwa kieleckiego.
| SIMC    | Nazwa      | Rodzaj    |
| ------- | ---------- | --------- |
| 0267826 | Nowa Wieś  | część wsi |
| 0267832 | Stara Wieś | część wsi |